# Петропавловка (Черниговский район)
Петропавловка (укр. Петропавлівка, до 2016 г. — Петровское) — село,
Новоказанковатский сельский совет,
Черниговский район,
Запорожская область,
Украина.
Код КОАТУУ — 2325582903. Население по переписи 2001 года составляло 152 человека.

## Географическое положение
Село Петропавловка находится на расстоянии в 2 км от села Крыжчено и в 2,5 км от села Новомихайловка.
По селу протекает пересыхающий ручей с запрудой.

## История
- 1861 год — дата основания в результате Великой реформы царя Александра Второго.
- После ВОСР (в 1920-х?) - переименована в Петровское; названа именем украинского советского деятеля Г. И. Петровский.
- В мае 2016 года постановлением № 1353-VIII[2] название села было «декоммунизировано»[3][4] ВРУ и переименовано в село Петропавловка в честь святых апостолов Петра и Павла.